# Джонсон, Рокки
Ро́кки Джо́нсон (англ. Rocky Johnson, при рождении Уэ́йд Ду́глас Бо́улз (англ. Wayde Douglas Bowles), 24 августа 1944, Амхерст, Новая Шотландия — 15 января 2020, Лутц, Флорида) — канадский рестлер.
Среди множества титулов в National Wrestling Alliance он был первым чернокожим чемпионом Джорджии в тяжелом весе, а также телевизионным чемпионом NWA. В 1983 году он вместе со своим партнером Тони Атласом выиграл титул командного чемпиона мира WWF, став первым чернокожим чемпионом в истории WWF. Член Зала славы WWE с 2008 года.
Также известен как отец актёра и рестлера Дуэйна «Скалы» Джонсона.

## Ранняя жизнь
Уэйд Дуглас Боулз родился в Амхерсте, Новая Шотландия, где он и вырос, четвёртым из пяти сыновей Лилиан (урожденная Гей; 1919—1996) и Джеймса Генри Боулза (1888—1957). Чернокожий житель Новой Шотландии, он происходил от чёрных лоялистов, которые иммигрировали в Новую Шотландию после побега с южных плантаций в США после войны за независимость США, а также имел частично ирландское происхождение. В возрасте 16 лет Джонсон переехал в Торонто, где начал заниматься рестлингом и работал водителем грузовика. Первоначально он тренировался как боксер и в итоге спарринговал с такими великими боксерами, как Мухаммед Али и Джордж Форман, но его всегда увлекал рестлинг.

## Карьера в рестлинге

### National Wrestling Alliance (1964—1982)
Джонсон начал свою карьеру рестлера в 1964 году в Южном Онтарио; вскоре после дебюта он юридически сменил имя на свой псевдоним. Он выбрал имя Рокки Джонсон как дань уважения двум своим любимым великим боксерам: Рокки Марчиано и Джеку Джонсону, последний из которых был первым чернокожим чемпионом по боксу в тяжелом весе. В конце 1960-х — середине 1970-х годов он был крупной звездой в Калифорнии. В Лос-Анджелесе он выступал против Фредди Блэсси, Разрушителя и Джона Толоса.
В 1970-х годах он был одним из лучших претендентов в National Wrestling Alliance, получая титульные матчи против тогдашних чемпионов мира Терри Фанка и Харли Рейса. Он хорошо подходил для командного рестлинга, выиграв несколько региональных командных титулов в NWA. Джонсон выступал в промоушене Мемфиса, часто враждовал с Джерри Лоулером и в какой-то момент завоевал корону Лоулера. Он также выступал в среднеатлантическом регионе под маской и именем Свит Эбони Даймонд.

### World Wrestling Federation (1982—1985)
В 1982 году Джонсон враждовал с Доном Мурако, Грегом Валентайном, Майком Шарпом, Бадди Роузом и Адрианом Адонисом. Затем он объединился с Тони Атласом в команду. Они победили «Диких самоанцев» (Афа и Сика) в борьбе за титул командных чемпионов мира WWF 10 декабря 1983 года в эпизоде Championship Wrestling (запись от 15 ноября). Они стали первыми чернокожими мужчинами, владевшими чемпионским титулом WWF. Вместе их называли «Соул-патруль».
После ухода из WWF в июне 1985 года Джонсон отправился в центральные штаты, Теннесси, Гавайи, Портленд, Пуэрто-Рико. На Гавайях он выступал в команде со своим братом Рикки Джонсоном.

### Конец карьеры
После ухода на пенсию в 1991 году Джонсон вместе с Патом Паттерсоном обучал своего сына Дуэйна рестлингу. Хотя Джонсон поначалу противился тому, чтобы его сын пришел в этот чрезвычайно сложный, по его мнению, бизнес, он согласился тренировать его при условии, что не будет с ним так легко. Джонсон сыграл важную роль в том, что Дуэйн (позже получивший имя Рокки Майвиа в честь имен Рокки Джонсона и Питера Майвиа) получил контракт на развитие в WWF. Вначале Джонсон присутствовал на матчах своего сына, а также выходил на ринг за него, когда на него напали Султан и Железный шейх на WrestleMania 13. Джонсон больше не появлялся на камерах после того, как персонаж Рокки Майвиа потерпел фиаско, и вскоре Дуэйн добился популярности в качестве наглого хила Скалы.
В начале 2003 года Джонсон был принят на работу тренером на территорию развития WWE, Ohio Valley Wrestling, но в мае был уволен. Он вернулся на ринг и победил Мейбела в боксерском матче на Memphis Wrestling 29 ноября 2003 года. 25 февраля 2008 года Джонсон был объявлен членом Зала славы WWE вместе со своим тестем, «Верховным вождем» Питером Майвиа. И Джонсон, и его тесть были введены в Зал славы 29 марта 2008 года его сыном, Скалой.
20 декабря 2019 года Джонсон вошел в совет директоров Международного зала славы рестлинга.

## Личная жизнь
В своей автобиографии Джонсон рассказывал, что со своей первой женой Уной Спаркс он познакомился на танцах, когда тренировался, чтобы стать боксёром. Уна была родом из Черрибрука, Новая Шотландия, и была набожной свидетельницей Иеговы. У них было двое детей, Кёртис и Ванда, которых он поблагодарил во время введения его в Зал славы WWE в 2008 году. Будучи женатым на Уне, он вступил в романтические отношения с Атой Фитисеману Майвиа, дочерью легенды рестлинга «Верховного вождя» Питера Майвиа. Ата познакомилась с Рокки после того, как Майвиа и Джонсон стали партнерами по команде в матче на независимой сцене. Питер Майвиа не одобрял их отношения, потому что Джонсон был рестлером. Их сын Дуэйн родился 2 мая 1972 года.
Джонсон заявил, что для того, чтобы обеспечить обе свои семьи, он вел экономный образ жизни в дороге: питался пивом, нарезанным сыром и болонской колбасой, и не был «тусовщиком». Он не раскрыл, знала ли Уна об Ате и Дуэйне, но заявил, что она поставила ему ультиматум — бросить рестлинг, или им придется расстаться, так как свидетели Иеговы «не верят в кровавый спорт». Он заявил, что они с Уной расстались полюбовно и остались хорошими друзьями. Он получил развод в Техасе, а затем 21 декабря 1978 года подал заявление на получение брачной лицензии во Флориде, чтобы жениться на Ате. Женившись на ней, он стал членом знаменитой самоанской семьи Аноа’и. Они развелись в 2003 году. В годы выступлений Джонсон был известен своими внебрачными связями. На момент смерти Джонсон был женат на Шейле Нортерн, дефектологе.
В 2019 году Джонсон в соавторстве со Скоттом Тилом написал автобиографию «Soulman: The Rocky Johnson Story», которая вышла 15 октября того же года. Книга была отозвана издательством вскоре после выхода из-за споров по оплате между Джонсоном и соавтором.

## Проблемы с законом
В 1987 году Джонсон был арестован и обвинен в изнасиловании 19-летней женщины из Теннесси. Он утверждал, что его «подставили» конкурирующие рестлеры. Из-за этих обвинений он был включен в чёрные списки рестлеров, что привело его к алкоголизму и напряженным отношениям с сыном, пока через несколько лет он не стал трезвенником.
В 2000 году, работая в общественном центре Пайн-Айленд в Дейви, Флорида, Джонсон попал под следствие за несколько случаев нарушения дисциплины, включая приглашение несовершеннолетнего ребёнка поиграть в покер на раздевание и нежелательное касание женщин-сотрудниц. Позже ему были предъявлены обвинения в нанесении побоев и краже после того, как он якобы забрал домой спортивный инвентарь, а также в том, что он якобы неподобающим образом трогал сотрудницу. Прокуратура штата, отметив наличие «достаточных доказательств» того, что Джонсон трогал свою коллегу, отказалась от судебного преследования, поскольку женщина опасалась огласки, которую это могло бы ей принести.

## Смерть
15 января 2020 года в возрасте 75 лет Джонсон умер от тромбоэмболии легочной артерии в доме, который купил для него сын в Лутце, Флорида; эмболия была вызвана тромбом, образовавшимся в результате тромбоза глубоких вен на ноге. Брайан Блэр рассказал Associated Press, что Джонсон «думал, что у него грипп или что-то в этом роде», но отказался обратиться к врачу. Его сын отдал дань уважения, заявив: «Мне больно. Ты прожил очень полную, очень тяжелую, пробивающую барьеры жизнь и оставил все это на ринге. Я люблю тебя, папа, и я всегда буду твоим гордым и благодарным сыном». Халк Хоган выразил соболезнования в Твиттере, назвав Рокки «великим человеком, великим другом» и «одним из немногих, кто был добр и отзывчив, когда я только ворвался на ринг».